# Prosopocera signatifrons
Prosopocera signatifrons es una especie de escarabajo longicornio del género Prosopocera, tribu Prosopocerini, familia Cerambycidae. Fue descrita científicamente por Duvivier en 1891.
Se distribuye por Angola, Camerún, Ghana, República Centroafricana, República Democrática del Congo y Congo. Mide 17-35 milímetros de longitud. El período de vuelo ocurre en los meses de febrero, marzo, abril, mayo, junio, julio, septiembre, octubre, noviembre y diciembre. Parte de su dieta se compone de plantas de las familias Annonaceae, Celastraceae, Combretaceae, entre otras.